# Violence dans le bouddhisme
 (décembre 2016).
Motif : Selon les remarques et discussions figurant en page de discussion, il faudrait faire un travail de tri pour éviter le mélange de deux sujets différents : d'une part la violence dans la/les doctrine(s) bouddhistes ; et d'autre part, les violences constatées dans des pays de tradition bouddhiste.

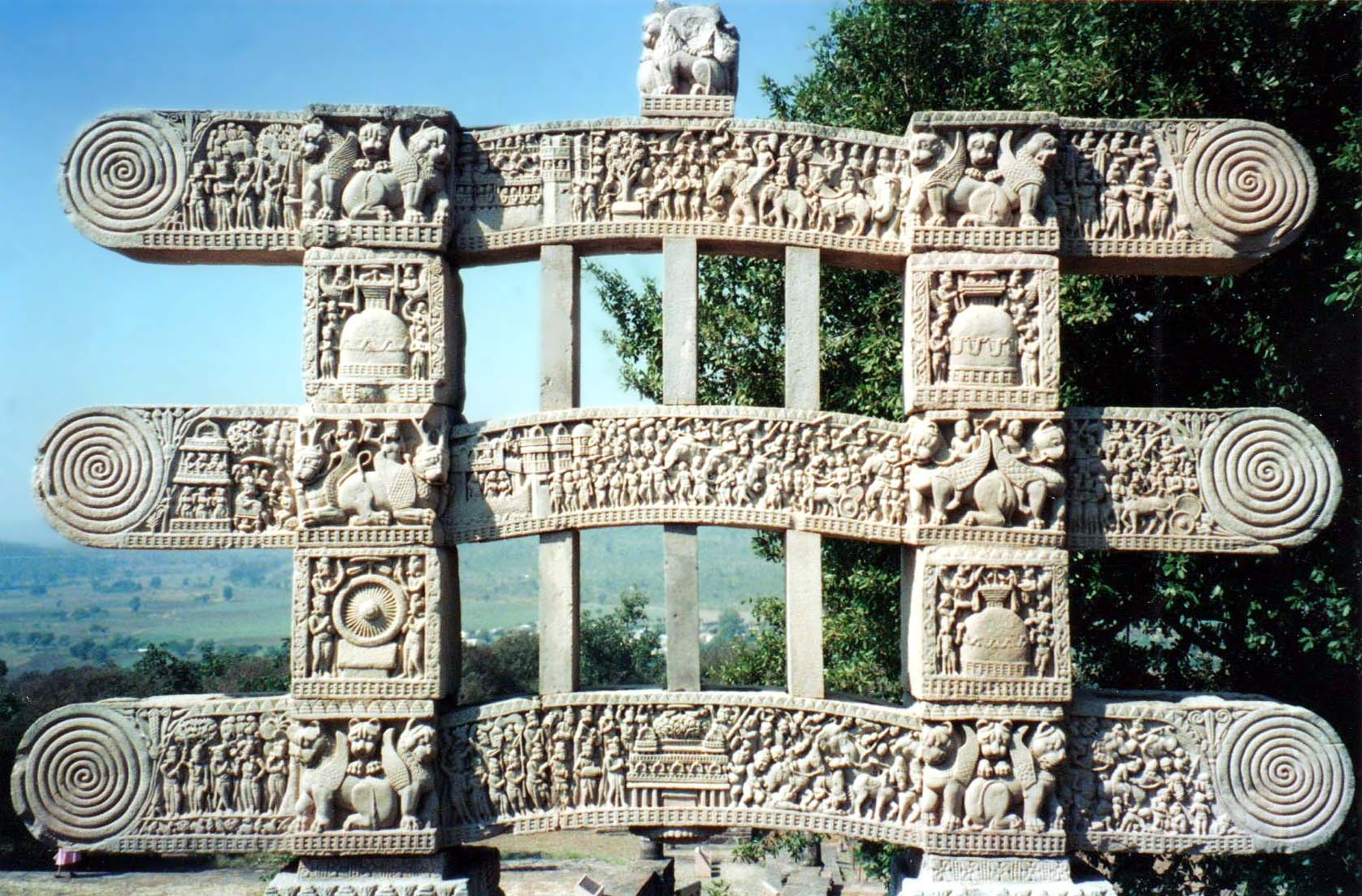
Stūpa de Sanchi. L'architrave du milieu met en scène ce qui est connu comme le « siège de Kushinagara » qui faillit mener à une guerre autour de la possession des reliques du Bouddha. L'affaire fut résolue par un partage de ces reliques entre les huit peuples qui les réclamaient.

La violence dans le bouddhisme est une expression qui réunit deux concepts a priori contradictoires, si l'on considère les idéaux de non-violence (ahimsa), de compassion (karuna) et de bienveillance (metta) associés au bouddhisme. En effet, dans sa doctrine originelle, Gautama Bouddha enseigne qu'il faut « renoncer à toute violence envers les êtres vivants, mobiles et immobiles ». L’historien des religions Bernard Faure relève qu'aujourd'hui, des figures médiatiques telles que Tenzin Gyatso, le 14e dalaï-lama, ou le moine d'origine vietnamienne Thích Nhất Hạnh véhiculent l'image du bouddhisme présenté comme une « doctrine pacifique ». Pourtant, selon Faure, l'étude des faits historiques montre que « les contre-exemples ne manquent pas » et que, tant dans son histoire que dans les pays dont il est la religion principale, le bouddhisme a été impliqué dans différents épisodes et formes de violence, et cela parce que cette doctrine « [s'est] adapt[ée] aux divers contextes culturels et sociopolitiques ». Le professeur Michael Jerryson, relève lui aussi que dans l'histoire du bouddhisme, en 2 500 ans, il y a eu de nombreux cas de violence provoqués par des individus ou des structures bouddhiques.
Les cas de violences existent d'ailleurs dans l'histoire récente de différents pays dont la religion officielle est le bouddhisme. Ainsi de la guerre civile au Sri Lanka qui a opposé, de 1983 à 2009, la majorité cinghalaise bouddhiste à la minorité tamoul. Ainsi encore, depuis les années 2010, des violences contre des musulmans suscitées par des groupes extrémistes comme le Mouvement 969 en Birmanie ou le Bodu Bala Sena au Sri Lanka. Le 14e dalaï-lama a cependant appelé ces mouvements à cesser ces combats et à mettre en pratique la non-violence.

## Dans l'histoire ancienne
Le bouddhisme theravāda a pour référence scripturaire le canon pāli. Selon P. D. Premasiri (en) « L'idée d'une guerre juste ou vertueuse (dharma yuddha) impliquant l'usage d'armes de guerre et de la violence est remarquablement absente du canon bouddhiste ». Par exemple, le Dhammapada, le plus populaire des textes du Tipitaka, désapprouve le recours à la violence en soulignant le fait que tous les êtres sensibles craignent la souffrance. Le bouddhisme Theravada énonce un impératif catégorique d'éviter la violence.
Le bouddhisme mahayana condamne la violence et tient l'assassinat pour un acte malsain (akushala).
De même, le bouddhisme vajrayana comprend nombre de textes et commentaires qui rejettent le recours à la violence.
Ainsi, d'après une interprétation des édits d'Ashoka, l'empereur Ashoka s'est converti au bouddhisme après avoir été témoin de la conquête particulièrement meurtrière du Kalinga autour de 260 avant J.C., guerre qu'il avait déclenché par soif de conquête. Il adopte ainsi les principes non-violents du bouddhisme (ahimsa) et le reste de son règne est pacifique.
Toutefois, l'indulgence pour la « violence compassionnelle », allant jusqu'à tuer, est mentionnée par des grands penseurs bouddhistes à travers les traditions philosophiques et dans les grandes écritures. Le « meurtre compassionnel » apparaît dans certains textes du Mahayana, où il est permis à un bodhisattva de tuer un individu qui s’apprêtait lui-même à commettre la faute de tuer d'autres personnes. Selon Bernard Faure, « cette notion a servi dans de nombreux cas à justifier des exécutions politiques. Contrairement à l'opinion de certains commentateurs occidentaux, selon laquelle il s’agirait là d'une tradition minoritaire - exception qui confirme la règle -, la théorie en question semble avoir été assez répandue. De toute façon, dans l'état actuel de nos connaissances, il semble impossible de déterminer ce qui pourrait etre une tradition majoritiare ou minoritaire, « bouddhisme fondamental » ou « déviation ». »
Selon le professeur Stephen Jenkins, le sutra « Ārya-Bodhisattva-gocara-upāyaviṣaya-vikurvaṇa-nirdeśa », aussi appelé Ārya-Satyakaparivarta, aurait fourni à des rois bouddhistes[Lesquels ?] les ressources conceptuelles soutenant la guerre, la torture et de sévères punitions. La peine capitale peut être encouragée. La lecture des détails intertextuels de cet ouvrage permet d'élargir le champ de vision sur un bouddhisme fortement opposé à la vision pacifiste que l'on pourrait en avoir,.  L'analyse de Jenkins a été critiquée par la blogueuse Barbara O'Brien.
John S. Strong dit quant à lui que la transgression des lois de la part des rois bouddhiques est lié au râja-dharma (« devoir royal »), car il doit pouvoir être brutal et violent. Il note que le pouvoir d'Ashoka est représenté par la roue de fer et non d'or. Les roues du bouddha et du roi sont associées comme les deux roues d'un char, ce qui représente selon lui la dualité entre le bouddha et le roi bouddhique.
Dans le Mahavamsa, une chronique sri-lankaise non canonique, relate l'histoire du roi bouddhiste Dutugemunu (IIe siècle av. J.-C.) qui mena une guerre contre les Tamouls installés à Anurâdhapura. Dutugemunu vainquit ses ennemis au prix de nombreux morts. Afin de résoudre son cas de conscience, un moine aurait expliqué au roi que son karma n'avait été alourdi que par la mort d'une personne et demie : seules deux des victimes avaient adopté à des degrés divers le bouddhisme ; les autres, non-bouddhistes, ne devaient être considérées guère plus que des animaux,.
L'historien des religions Odon Vallet écrivait en 2002 : « Si les pays bouddhistes n'ont pas été épargnés par les conflits sanglants et si leurs théologiens ont souvent justifié le nationalisme, le bouddhisme n'a pas institué de guerre sainte ».

## Cas de violence dans des pays et régions bouddhistes en Orient

### Birmanie
Le Mouvement 969 est un mouvement bouddhiste extrémiste et anti-musulmans, dirigé par Ashin Wirathu, qui est à l'origine d'émeutes ayant provoqué des incendies de mosquées, d'écoles et de magasins. Plus de quarante personnes ont été tuées fin mars 2013 à Meiktila. Considérant l'Islam comme une menace pour la Birmanie, très majoritairement bouddhiste, le mouvement s'en prend à la communauté musulmane et particulièrement à la minorité Rohingya, afin de « protéger l’identité bouddhiste ».

Selon Human Rights Watch, un nettoyage ethnique a lieu dans l'État d'Arakan depuis juin 2012, différents charniers y ont été découverts. Selon Judith Lachapelle, plus de 125 000 personnes de la minorité Rohingya de confession musulmane ont été chassés de chez eux. 
Ces violences sont désapprouvées par le 14e dalaï-lama qui écrit une lettre à Aung San Suu Kyi en août 2012 où il dit être « profondément attristé » et rester « très préoccupé » par les violences infligées aux musulmans en Birmanie. Le 28 mai 2015, il l'appelle à nouveau à agir, en tant que lauréat du prix Nobel de la paix, et déplore un manque de compassion altruiste,. Pour le professeur Michael Jerryson, de puissantes voix d'opposition sont nécessaires pour contrer le message d'un moine dissident tel qu'Ashin Wirathu en Birmanie utilisant une rhétorique et une violence anti-musulmane qui s'est propagée à travers l'Asie bouddhiste. Aussi craint-il qu'après la mort du dalaï-lama, une grande part de la justification pour rester non-violent ne disparaisse.

### Bhoutan
Le bouddhisme au Bhoutan est une forme de bouddhisme vajrayana similaire au bouddhisme tibétain. Ce royaume bouddhiste de 700 000 habitants prend, en 1985, une loi imposant la culture bhoutanaise à l'ensemble du pays et privant de leur citoyenneté les Lhotshampas, population d'origine népalaise vivant principalement de l'agriculture sédentaire dans les plaines du sud et dont les ancêtres avaient émigré au Bhoutan. Leur langue est interdite (les documents en népalais sont brûlés devant les écoles), ils doivent porter la tenue vestimentaire drukpa (le port du sari est interdit),. En septembre 1990, des manifestations contre la politique du gouvernement visant à éradiquer la culture, la langue, la religion et les tenues vestimentaires non drukpa, sont réprimées et font 400 victimes. Des violences (vols, agressions, viols et meurtres) visant des citoyens bhoutanais d'origine népalaise (« Ces sujets ne sont pas les miens », déclare le roi), répandent un climat de peur et d'insécurité qui déclenche, à partir de 1992, un exode des Lhotshampa vers l'Assam et le Bengale occidental en Inde et vers le Népal,. 100 000 d'entre eux fuient la répression ou sont contraints par la police à signer des papiers d'émigration volontaire. En 2007, la situation n'a pas changé, cette minorité bhoutanaise est toujours dans des camps de réfugiés au Népal, les autorités bhoutanaises ne peuvent pas expliquer de quoi ces réfugiés sont coupables.
Toutefois, pour Françoise Pommaret, directeur de recherche spécialiste du Bhoutan, si certains expulsés le furent de façon illégitime, la majorité d'entre eux n'étaient pas originaires du Bhoutan, où ils sont arrivés ces dernières décennies, à la recherche de terres et de services sociaux n'existant pas au Népal. La plupart refusaient de parler le dzongkha, langue nationale du Bhoutan, et au nom de leur tradition de castes, ils méprisaient les autres communautés, ce qui était mal perçu par les ethnies bouddhistes. Contestant les chiffres, les autorités bhoutanaises affirment que nombre de réfugiés ayant rejoint les camps ne viennent pas du Bhoutan, mais de l'Inde ou du Népal, pour bénéficier de l'aide internationale. Plus tard, si le Népal a permis aux réfugiés bhoutanais de se réinstaller dans des pays occidentaux, il a bloqué la proposition des États-Unis de réinstallation des réfugiés tibétains, bouddhistes.
Pour Andrew Martin Fischer, malgré l'idée très répandue que les Tibétains sont pacifiques, la réaction raciste et violente contre la minorité népalaise au Bhoutan à la fin des années 1980 et dans les années 1990 est un rappel poignant du potentiel de conflits ethniques violents qui est présent dans ces cultures bouddhistes tibétaines himalayennes idéalisées, en particulier avec d'autres minorités ethniques vulnérables et stigmatisées.

### Chine

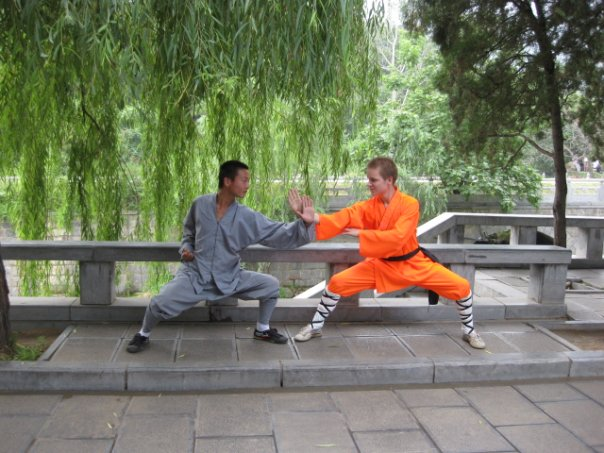
Jeune disciples des moines-guerriers de Shaolin pratiquant le combat.

En général, le bouddhisme chinois pratiquait l'esclavage. À l’apogée de la carrière de Huang Po, en 842, une décision de la cour tenta de réduire la taille, la richesse et la puissance du clergé bouddhiste en décrétant que les moines ne seraient légalement autorisés de détenir qu'un esclave mâle et les religieuses deux femmes esclaves.
Les moines-guerriers sont une tradition du bouddhisme comme au monastère Shaolin. Les arts martiaux, apportés selon les récits par Buddhabhadra, un moine indien du bouddhisme theravāda, y sont intégrés au bouddhisme chan (禅) (branche du bouddhisme mahāyāna en Chine. les Sōhei sont leur pendant de l'équivalent japonais qu'est le zen (禅), on parle également en Corée de la bataille de Chongju, remportée par des moines-guerriers bouddhistes,. Ceux-ci pratiquent son (hangeul : 선/ hanja : 禪, prononciation coréenne du chan).

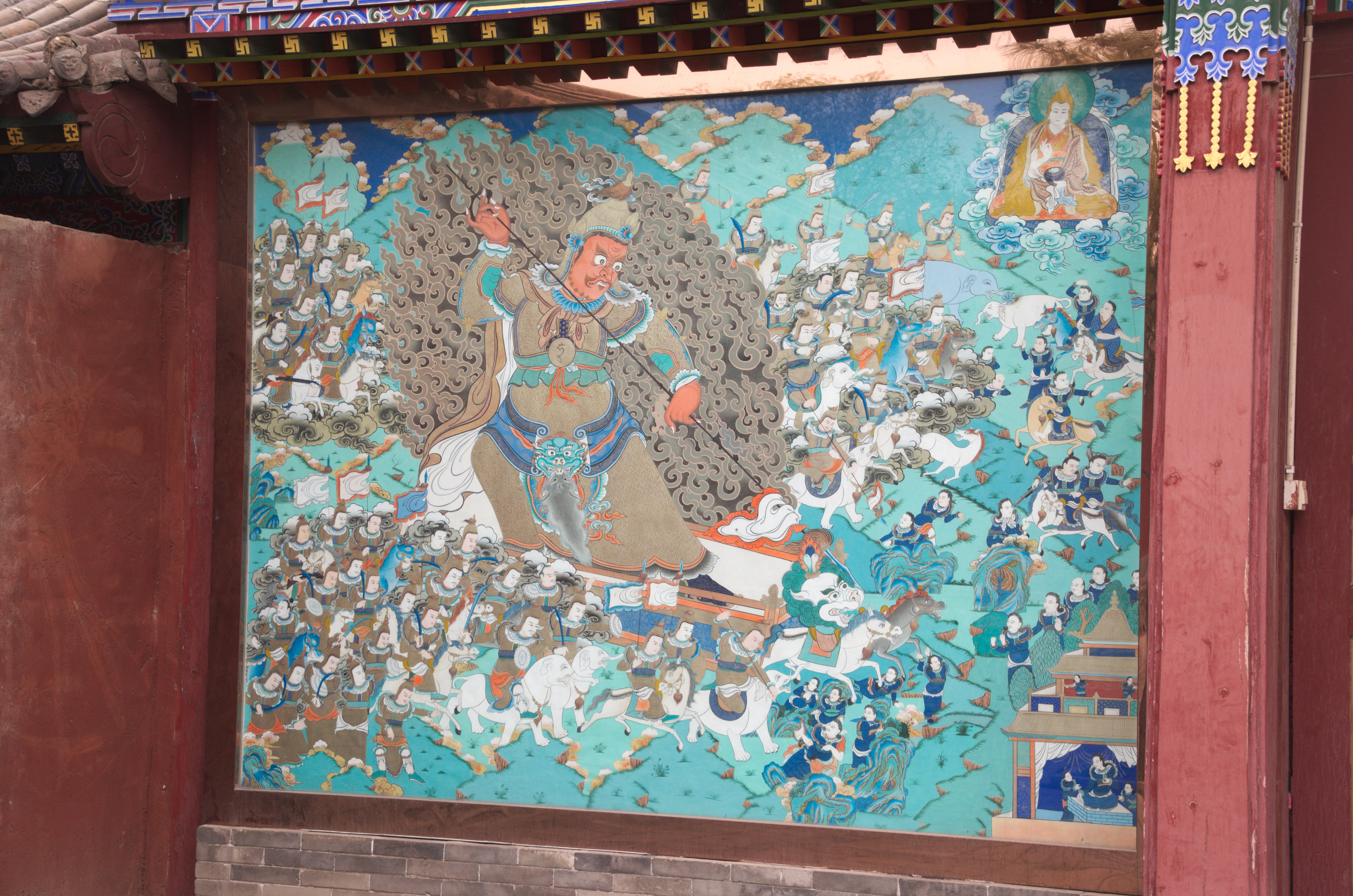
Thangka de guerre sur le Temple Dazhao de Hohhot, en Mongolie-Intérieure. On y voit en haut à droite un dalaï-lama (reconnaissable au bonnet jaune, probablement Lobsang Gyatso, veillant à une scène de guerre où une divinité bouddhique est entourée de guerriers à dos de chevaux et éléphants.

Si pour la majorité des chercheurs les princes mongols se sont généralement soumis aux Mandchous, grâce à leur utilisation du bouddhisme tibétain, pour Johan Elverskog, l'alliance a été plus subtile. Les Mandchous de la Dynastie Qing, qui avaient acquis à leur cause les Mongols pratiquant le tengrisme, trouvaient moins d'adhésion de la part des guerriers mongols Khalkhas et Ordos convertis au bouddhisme tibétain. Les Sino-mandchous se sont alors appuyés sur le bouddhisme tibétain et en particulier des gelugpa pour rallier les guerriers mongols lors de leurs conquêtes ou reconquêtes occidentales du XVIIe siècle. C'est en particulier le cas de l'empereur Shunzhi, qui en 1652 rencontre Lobsang Gyatso, le Ve dalaï-lama, permettant de ne faire des Mongols, des Mandchous et du bouddhisme tibétain qu'une seule entité.
Depuis 2011, au moins 143 moines, nonnes et laïcs tibétains se sont immolés demandant, selon l'association Campagne internationale pour le Tibet, la liberté au Tibet et le retour du dalaï-lama. Au moins 116 d'entre eux sont morts,. La plupart de ces immolations se sont produites dans la province du Sichuan qui comprend environ 1,5 million de Tibétains. Le « bouddha vivant » Gyalton, vice-président de l'association bouddhiste du Sichuan, a dénoncé la série d'immolations comme manifestation d'extrémisme nuisible au développement du bouddhisme. Il a qualifié le suicide de grave déviation par rapport aux principes du bouddhisme, et l'auto-immolation d'acte contre nature. Ces immolations causent, selon lui, effroi et répulsion et risquent d'amener petit à petit la population à perdre la foi. Le 14e dalaï-lama, a estimé, que les suicides s'opposent au caractère sacré de la vie selon les préceptes bouddhistes, répétant qu'il prônait « la non violence ».

#### Tibet

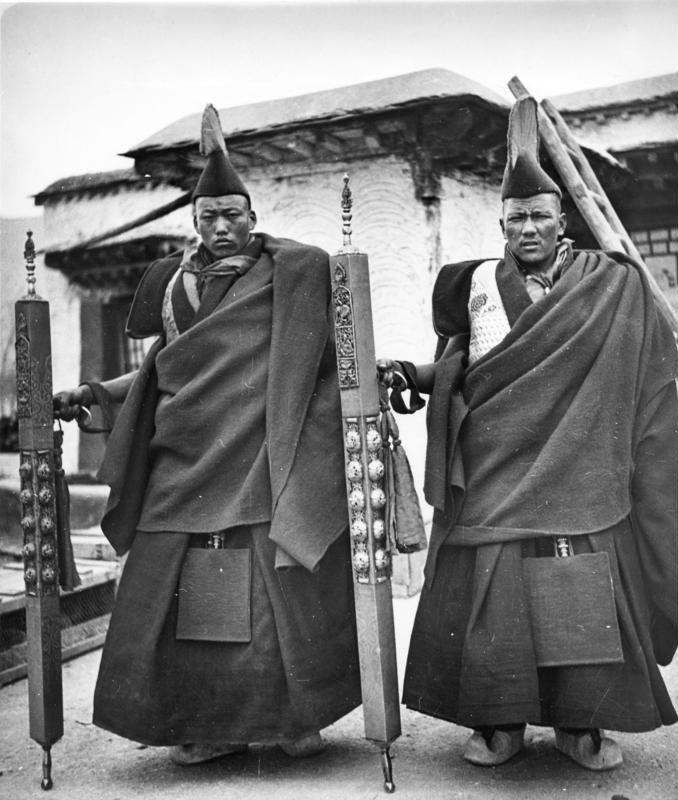
Les dob-dob sont une tradition de moines-guerriers du bouddhisme tibétain.

En 842, le moine du bouddhisme tibétain, Lhalung Pelgyi Dorje, fondateur du monastère de Lhalung, dans le Lhodrag, assassine l'empereur du Tibet, Langdarma qui était plus favorable au bön, tradition religieuse tibétaine, qu'au bouddhisme. Cet événement, sert de justification à la violence dans différents textes, tels que les « Annales bleues » de ’Gos lo-tsā ba gZhon nu dpal, ou bien les narrations mythologiques de gSal snang ou Bu ston,.

Pour Fabrice Midal, philosophe spécialiste du bouddhisme et fondateur de l'Ecole occidentale de méditation, le bouddhisme tibétain est composé de plusieurs lignées qui n'ont pas cessé de s'affronter pour le pouvoir, se servant des protecteurs mongols et des Chinois pour défendre leurs intérêts propres. Il voit dans les différents monastères « des maillons d'un système féodal, ayant des droits seigneuriaux sur les hommes (servages) et sur les biens (impôts) et qui concentre ainsi une puissance importante ». Un ancien agent commercial britannique à Gyantsé qui travailla brièvement au Tibet, Meredith Worth, cité par le tibétologue Alex C. McKay, fait état, dans un enregistrement de ses souvenirs pour l'année 1933, de « la domination et la brutalité des lamas et des responsables officiels à l'égard de la population serve »,. 
Selon le spécialiste des religions Odon Vallet, le bouddhisme tibétain n'a pas toujours été un modèle de non-violence et les rivalités entre écoles se sont souvent réglées de manière musclée, par l'intermédiaire de moines-soldats. Selon Lydia Aran, des monastères tibétains entretenaient des armées privées qui étaient déployées en cas de conflit avec le gouvernement local ou avec d'autres monastères ou parfois même entre différentes écoles à l'intérieur d'un même monastère. Tsewang Pemba déclare pour sa part que les dob-dob se transformaient en guerriers fanatiques lorsque leur monastère se trouvait en péril. Selon Rolf Stein, on peut reconnaître dans les dob-dob tibétains les moines-guerriers de la Chine et du Japon.
Pendant la période d'indépendance de fait du Tibet central (1912-1951), le gouvernement du dalaï-lama contrôlait le monastère de Dargyé (dar rgyas dgon pa/Bkra shis dar rgyas phun tshogs gling), dans la région de Karzé, dans le Kham (partie ouest du Xikang). Il le fit militariser pendant la guerre qui l'opposait, en 1917-1918, au gouvernement de Beiyang de la République de Chine (1912-1949) et lui faisant parvenir 500 fusils et 250 000 cartouches de fabrication britannique.
En 1947, lors de la répression gouvernementale contre les partisans de l'ancien régent Reting Rinpoché, le monastère de Séra fut bombardé par les mortiers de l'armée tibétaine et pris d'assaut, ce qui coûta la vie à environ 200 moines (il y eut 15 tués parmi les soldats). Les bâtiments furent entièrement pillés par les soldats, si bien que pendant des semaines des objets précieux réapparurent dans les boutiques de Lhassa,.
Lors des émeutes du 14 mars 2008 à Lhassa, nombre des magasins et des restaurants attaqués et détruits par les bandes d'émeutiers étaient tenus par des musulmans Hui. Un groupe d'émeutiers essaya même de prendre d'assaut la principale mosquée de la ville, parvenant à mettre le feu à l'entrée principale,.
Un témoin occidental, James Miles, interviewé par CNN, déclare : « Ce que j'ai vu était une violence organisée ciblée contre un groupe ethnique, ou devrais-je dire deux groupes ethniques, essentiellement l'ethnie Han chinoise vivant à Lhassa, mais aussi les membres de la minorité musulmane Hui à Lhassa ». « Presque tous les autres commerces ont été brûlés, pillés, détruits, réduits en pièces, les biens ont été traînés dans les rues, entassés, brûlés. C'était un déversement de violence ethnique de la nature la plus déplaisante qui soit, qui surprit certains témoins tibétains ». Selon Bernard Faure, on a pu observer des moines bouddhistes briser des vitrines.
Accusé par les autorités chinoises, le 14e dalaï-lama, nie toute responsabilité et déclare que ces manifestations ne sont que l’expression d’un « profond ressentiment » des Tibétains à l’égard du pouvoir chinois. Le 18 mars, il a déclare : « Puisque le Gouvernement chinois m’a accusé d’orchestrer ces manifestations au Tibet, j’appelle à une investigation minutieuse par un organisme respecté, qui doit inclure des représentants chinois, pour examiner ces allégations. Un tel organisme devrait visiter le Tibet, les secteurs tibétains traditionnels hors de la région autonome du Tibet, et aussi l’Administration centrale tibétaine ici en Inde. Pour que la communauté internationale, et surtout le plus d’un milliard de Chinois qui n’ont pas accès à une information non censurée, découvrent ce qui s’est vraiment passé au Tibet, ce serait extraordinairement utile que des représentants de la presse internationale entreprennent aussi de telles investigations. »

### Mongolie-Extérieure
En Mongolie-Extérieure, dans l'actuelle aire strictement protégée de Bogd-Khan-Uul, aujourd'hui partie intégrante de la Mongolie, pays officiellement indépendant depuis la Révolution mongole de 1921, est, selon Lonely Planet, réputé pour être protégé depuis 1778 par des lamas (moines du bouddhisme tibétain) équipés de gourdins. Ceux-ci lorsqu'ils attrapent des braconniers, les tirent avec des chaînes, les battent presque à mort, et les emprisonnent dans des cellules de prison semblables à des cercueils.

### Corée

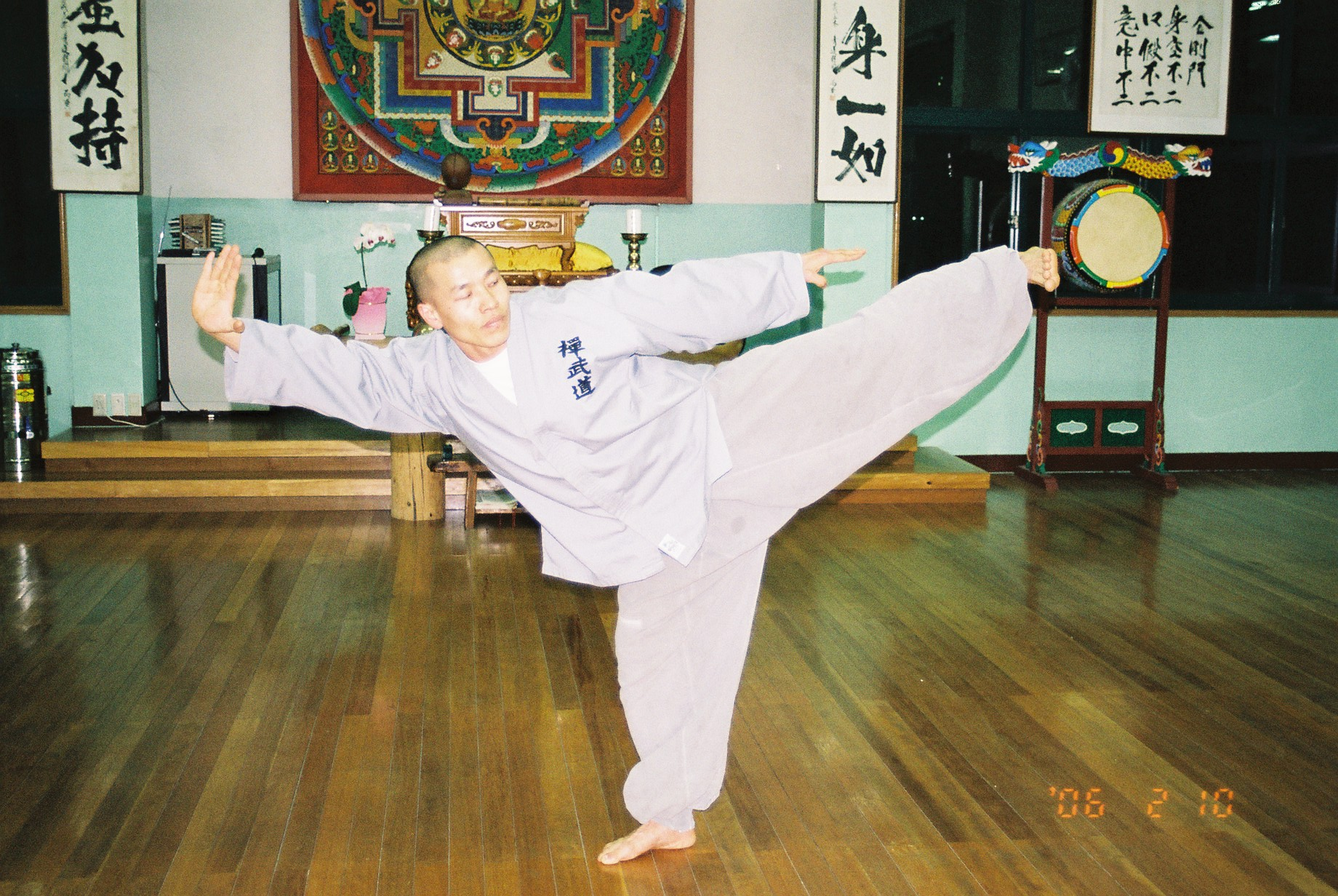
Le moine-guerrier Chul-An du temple golgul pratiquant le soenmudo.

La Bataille de Chongju en Corée, permet aux moines-guerriers bouddhistes dirigés par le moine Yeonggyu, de reprendre le fort Chongju aux Japonais. Ils seront finalement massacrés par les Japonais. Le courant bouddhique dominant en Corée est l'école Son (prononciation du terme chinois chan), qui est une école du bouddhisme mahāyāna, dérivée du chan chinois (voir article son (bouddhisme)).
L'art martial des moines-guerriers coréens est le sonmudo (coréen : 선무도/禅武道, littéralement : voie de la guerre Son(Chan/zen)). Le temple Golgulsa (hangeul : 골굴사, Hanja : 骨窟寺) est connu pour la pratique de cet art de la guerre.

### Inde
Le moine Lobsang Gyatso qui dénonça l'expansion sectaire du culte bouddhique de Dordjé Shougdèn fut assassiné, ainsi que plusieurs de ses étudiants, à Dharamsala en Inde en 1997, probablement en raison de ses écrits au sujet de ce mouvement. Pour l'écrivain britannique Pico Iyer, la plupart des observateurs s'accordèrent pour penser que le meurtre est lié aux pratiquants de Shougdèn. En 2015, Lama Tseta, un ancien dirigeant du mouvement Shougdèn, affirma que le mouvement complota pour tuer Lobsang Gyatso ainsi que quatre autres personnes dont le dalaï-lama.

### Ladakh

#### Contexte historique
Selon Yoginder Sikand, le Ladakh bouddhiste est envahi en 1681 par des guerriers tibeto-mongols, il demande alors de l'aide de l'empereur Aurangzeb, musulman qui repousse les envahisseurs. Depuis, les alliances, mariages et cérémonies interreligieux entre bouddhistes et musulmans au ladakh étaient courants. Les bouchers musulmans fournissaient la viande aux bouddhistes qui n'avaient pas le droit de tuer des animaux, les musulmans bénissaient les bouddhistes et réciproquement.

#### Violence inter-religieuse dans les années 1990 et 2000
En 1989, l'Association bouddhique du Ladakh a lancé un appel au boycott des magasins musulmans, en raison d'une volonté de ces derniers d'indépendance et de rattachement au Pakistan de cette région, l'appel a également été reconduit en 1992, puis différents bâtiments musulmans ont été incendiés, et différentes batailles ont eu lieu entre les deux communautés, ainsi que des conversions forcées de musulmans au bouddhisme.
En 2006, à la suite de violences entre les communautés bouddhistes et musulmanes du Ladakh, le 14e dalaï-lama désapprouva ces violences et appela la population du Ladakh à la paix. En 2012 à l'issue d'une visite au Jammu et Cachemire, il déclara que les relations entre les bouddhistes et les musulmans étaient très bonnes au Ladakh.

### Japon

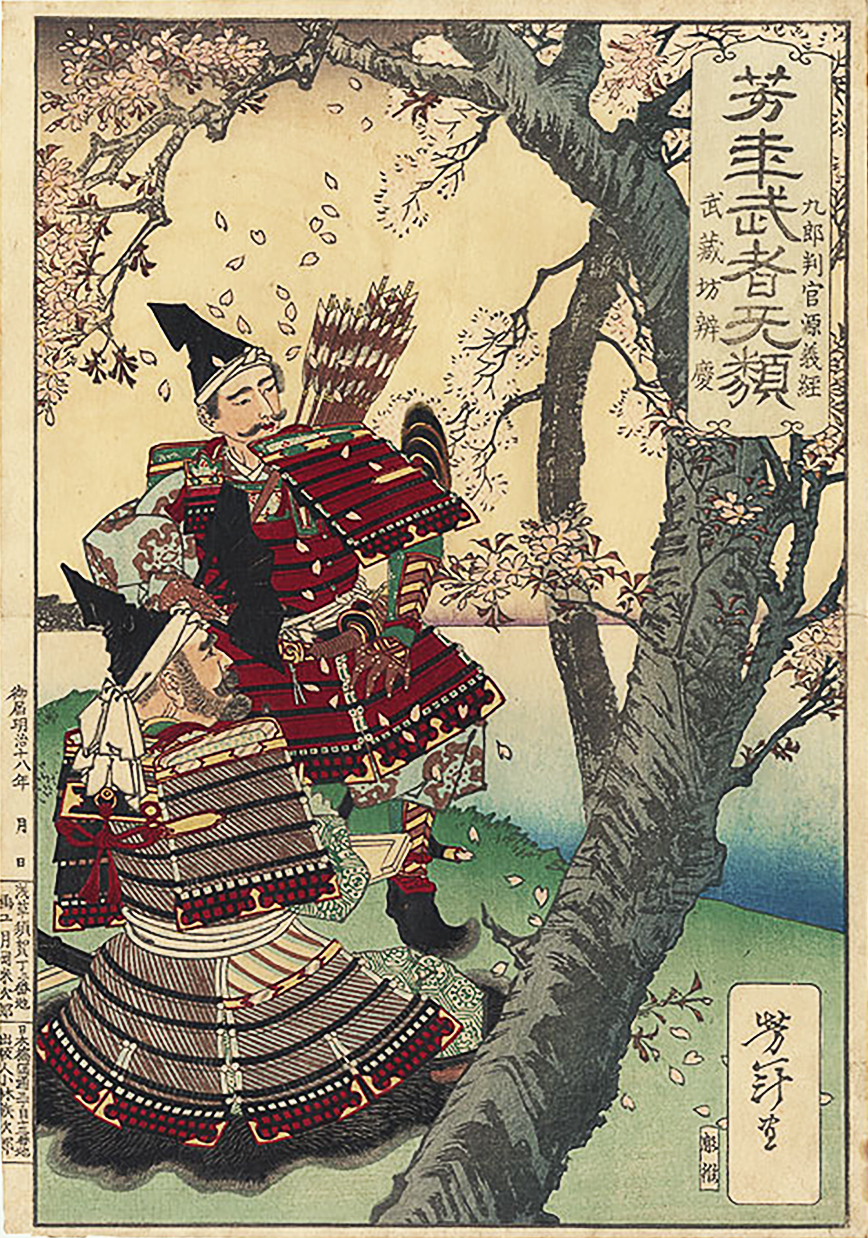
« Yoshitsune et Benkei regardant des fleurs de cerisier », par Yoshitoshi Tsukioka, 1885.

Les Sōhei sont au Japon des moines-guerriers. Dans certaines périodes de l'histoire, ils étaient suffisamment puissants pour obliger les daimyō à collaborer avec eux. Benkei est l'un des plus célèbres d'entre eux.
Au XIe siècle et XIIe siècle en particulier, les Sōhei situés dans les complexes monastiques de Hieizan (mont Hiei) et de Nara ont été effacé par la guerre de Genpei de 1180-85, mais les moines-guerriers ont survécu et ont pu surmonter des défis militaires jusqu'au XVIe siècle. Le rôle , au milieu du XVe siècle d'opposants des moines face à la classe des samurai a été principalement éclipsée par les mouvements populaires bouddhistes parmi lesquelles celle de l'école de la terre pure (en japonais Jōdo shinshū) également appelé Ikko-shu (secte déterminée) .
Pendant la Seconde Guerre mondiale, la majorité des temples bouddhistes ont soutenu la militarisation du Japon,,,,,
La secte bouddhique Aum Shinrikyō a été responsable de l'attentat au gaz sarin dans le métro de Tokyo, le 20 mars 1995.
Le 14e dalaï-lama a déclaré que des actions violentes comme celles dont Aum est accusée sont contraires aux enseignements bouddhistes.

### Sri Lanka
Ce pays est le premier pays, sous le règne de Devanampiya Tissa où le bouddhisme theravāda est la religion officielle. La chronique du bouddhisme au Sri Lanka, nommée Mahavamsa, mentionne que le roi Mahasena (334-361), se réclamant du bouddhisme mahāyāna, dirigea le royaume central de l'île à partir de la ville méridionale d'Anurâdhapura et fit détruire des temples hindous pour construire des viharas bouddhistes à leur place. Un commentaire du Mahavamsa, du douzième siècle, indique qu'un temple de la déité détruit servait au culte d'un lingam – une forme du dieu Shiva. Après sa mort, son fils redonna sa place à la branche theravāda.
Au Sri Lanka, la guerre civile (1983-2009) a opposé les bouddhistes theravāda, du côté du gouvernement cinghalais, et les Tigres tamouls, séparatistes (se réclamant de la minorité tamoule du Sri Lanka, composée d'hindous, de chrétiens et de musulmans).
Dans les années 2010, où 70 % de la population est bouddhiste, contre moins de 10 % de musulmans, des moines bouddhistes fondamentalistes s'en prennent violemment aux musulmans. Le mouvement extrémiste Bodu Bala Sena (BBS), suivant le bouddhisme theravāda apparaît en 2012. Les mosquées sont fréquemment vandalisées. En juin 2014 à Aluthgama (en), trois personnes sont mortes et 78 ont été gravement blessées : à la suite d'un rassemblement du BBS, des heurts ont eu lieu entre des bouddhistes et des musulmans dans une zone touristique. Un couvre-feu a été instauré. L'origine des violences aurait été des pierres lancées sur les membres du BBS.
Le moine bouddhiste Wataraka Vijitha Thero s'est élevé publiquement contre ces violences en critiquant le BBS. Il a été enlevé et agressé en juin 2014. Les autorités l'ont accusé de faux témoignage,.

### Thaïlande
Dans le cadre du conflit dans le Sud de la Thaïlande, les agressions de musulmans contre des religieux bouddhistes ont poussé l’armée à transformer les monastères en bases militaires et à organiser les populations bouddhistes en groupes d’autodéfense (estimation de 70 000 volontaires bouddhistes en 2013).
En juin 2018, la junte au pouvoir décide d'arrêter les moines de différents monastères qui se sont rendus coupables de  corruptions, viols, assassinats et pédophilie, afin de réaffirmer la souveraineté étatique sur son territoire.
Entre leurs indépendance (des colons français et britanniques) et 2011, différents conflits ont eu lieu entre la Thaïlande et le Cambodge autour du territoire de 4,6 km² qui entour le temple bouddhique khmer de Preah Vihear. L'armée thaïlandaise est entré plusieurs fois sur le territoire reconnu comme partie du Cambodge en 1962 par l'ONU, puis de nouveau en 2013. Le temple a été classé au patrimoine de l'UNESCO en 2008, la Thaïlande à alors de nouveau lancé des attaques pour récupérer ce temple.

### Viêt Nam
Pendant la Guerre du Viêt Nam, un mouvement contestataire bouddhiste a lieu contre le gouvernement de Ngô Đình Diệm, président catholique et proche des États-Unis, dirigeant la république du Viêt Nam (Viêt Nam du Sud), un pays majoritairement bouddhiste. Dans un mouvement dont l'une des principales figures est Thích Trí Quang, des moines s'immolent par le feu. La crise arrive à son paroxysme en mai 1963, lorsque l'armée et les force de sécurité du gouvernement tirent sur des bouddhistes protestant contre l'interdiction d'arborer le drapeau bouddhiste à Hué. Après l'assassinat de Ngô Đình Diệm dans un coup d'état militaire, des perquisitions de la police ont permis aux autorités sud-vietnamiennes de mettre au jour la présence d'armes de guerre dans un certain nombre de pagodes, aboutissant à la fermeture de douze d'entre elles.

## Cas de violence en Occident

### Maltraitances et viols commis par des maîtres du bouddhisme tibétain sur des fidèles
Le lama tibétain Sogyal Rinpoché dirige l'organisation Rigpa et le centre Lérab Ling en France, dans l'Hérault. Il est accusé par des disciples de frapper les nonnes en public. Des procès pour agression sexuelle ont également été portés à son encontre dans les années 1990. Le 3 août 2017, l'Union bouddhiste de France, représentant les différentes branches du bouddhisme en France, proclame son comportement contraire à l'éthique bouddhique et suspend Rigpa France et Lérab Ling de la liste de ses membres. Tenzin Gyatso, le 14e dalai lama, déclare en 2018, qu'il était au courant des pratiques de certains enseignants dès les années 1990, il précise, depuis 1993 à la télévision néerlandaise NOS. Il a dénoncé ces comportements les qualifiant de honteux et contraires à l'éthique bouddhiste et aurait « recommandé d'avertir les enseignants qu'un tel comportement est intolérable et doit cesser ». Selon l'anthropologue Marion Dapsance, il aurait néanmoins refusé de signer en 1996 une charte de bonne conduite pour les lamas proposée lors d'une réunion de crise à Dharamsala par des pratiquants occidentaux. Il a également participé à l'inauguration en 2008, avec Carla Bruni Sarkozy, Bernard Kouchner et Rama Yade de son centre dans l'Hérault, près de Lodève,.
En juillet 2018, le lama tibétain Sakyong Mipham Rinpoché, présenté comme réincarnation de Mipham Rinpoché, responsable depuis 1990 de l'organisation Shambhala, basée à Halifax, au Canada, est accusé d'avoir abusé sexuellement de plusieurs de ses étudiantes, notamment sous l'emprise de l'alcool qu'il consomme avec excès. Si celles-ci refusaient, elles étaient évincées de son cercle. D'après les victimes, des dirigeants de Shambala étaient au courant de ces pratiques. En apprenant cette attaque judiciaire, le conseil de Shambala démissionne massivement de l'organisation. Sakyong accepte l'enquête et démissionne également.
Karma Tshojay, originaire du Bhoutan et appelé lama Tempa, a vécu jusqu’en 2012 au temple Dashang Kagyu Ling. Des viols et agressions sexuelles étaient dénoncés par quatre femmes, disciples ou enfants de disciples au sein de cette communauté, des plaintes ayant été déposées en 2010. Le moine a toujours nié ces agressions et ces viols ; mais trois de ses victimes se sont portées parties civiles. Il est condamné le 18 décembre 2018 par la cour d’assises de Chalon-sur-Saône à douze ans de réclusion criminelle pour ces viols et agressions sexuelles, notamment sur mineurs de moins de 15 ans, certains faits remontant aux années 1990. Un autre moine jugé en même temps, Lama Sonam, est quant à lui acquitté.
Robert Spatz (Lama Kunzang), fondateur en 1972 à Bruxelles de la secte Ogyen Kunzang Chöling, ayant des centres en Belgique, France, Espagne et au Portugal, est condamné en 2016 en première instance à 4 ans de prison avec sursis pour viol, par le  tribunal correctionnel de Bruxelles, après 18 années d'instruction pénale. La Cour d'appel de Bruxelles a néanmoins prononcé le 18 septembre 2018, l'irrecevabilité des poursuites contre le gourou et sa secte, en raison de vices de procédure. Selon l'Undafi, plusieurs dirigeants étaient aussi poursuivis pour « des faits d’escroquerie, prise d’otages d’enfants, abus sexuels, infraction à la législation du travail et blanchiment d’argent... ». Le parquet s'est pourvu en cassation. Sans affirmer qu'ils étaient au courant des faits reprochés, Élisabeth Martens relève d'après le site d'Ogyen Kunzang Chöling, que les centres avaient reçu la bénédiction du 14e dalaï-lama et de nombreux maîtres respectés du bouddhisme tibétain par leur présence et leurs enseignements.
En 2021, des plaintes sont portés pour agressions sexuelles par des fidèles du centre Dhagpo Kagyu Ling de Saint-Léon-sur-Vézère. Des membres de la communauté bouddhiste de Saint-Léon-sur-Vézère ont compilé des témoignages d’agressions sexuelles et de viol, commis entre 1995 et 2008, dans le cadre de la relation maître/disciple. Jigmé Rinpoché, le directeur spirituel du centre refuse de mettre les informations déclarant qu'une « annonce officielle ne peut être faite que si un juge fait une enquête », sous peine d’être accusé de diffamation., disant craindre d'être accusé. Le lama accusé fait l’objet d’une enquête judiciaire », craignant d'être attaqué en diffamation. Il n'y aura pas de jugement car l'affaire est classée sans suite pour raisons de prescription. Le lama incriminé reconnaît avoir eu des relations sexuelles avec ses fidèles, tout en contestant la contrainte. « Il résulte toutefois des auditions que X a manifestement profité de l’autorité qu’il pouvait avoir sur les bénévoles ou stagiaires pour obtenir des rapports sexuels »}. Le lama présente toute sa démission en septembre 2020,.

## Nourriture carnée en Asie

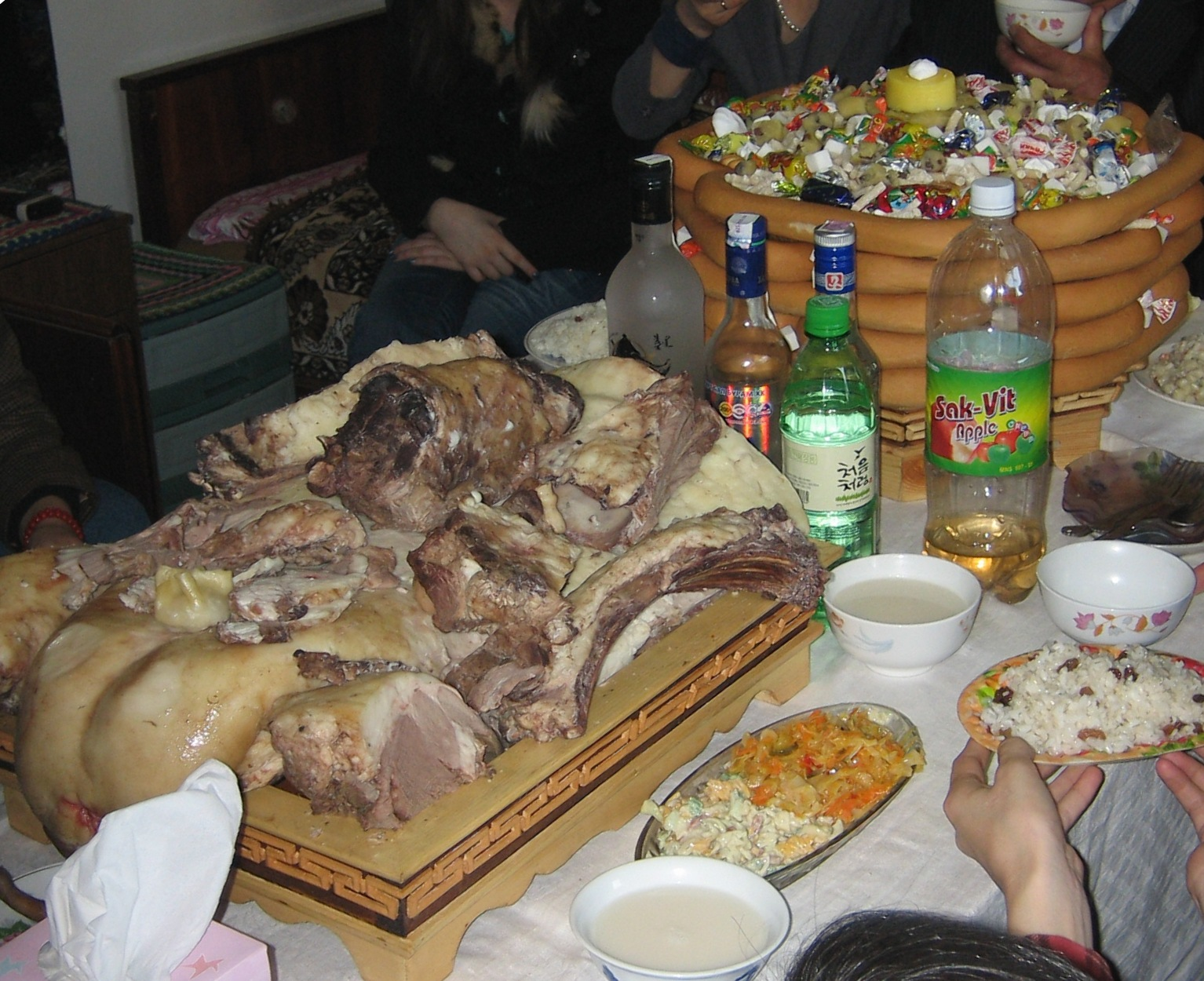
Repas de Tsagaan Sar, nouvel an mongol, chez les bouddhistes, la viande y est abondante, les ul boov également.

Si la plupart des traditions bouddhistes chinoises préconisent une nourriture végétarienne, en revanche les traditions bouddhistes tibétaines et mongoles ont adopté la pratique de l'abattage des animaux comme source de nourriture. Tenzin Gyatso, le 14e dalaï-lama, à 72 ans, et le 17e karmapa Orgyen Trinley Dorje, vivant tous deux à Dharamsala, en Inde, ont donné en 2007 et 2008 des instructions sur les bienfaits de ne pas manger de viande afin de ne pas faire souffrir les animaux. Selon Carlo Blanco (un pseudonyme), certains lamas, relayant le dalaï-lama et le karmapa, conseillent de ne pas faire souffrir les animaux. Les Tibétains deviennent de plus en plus végétariens, notamment pendant les quatre mois sacrés, et dans le Kham, l'Amdo et même à Lhassa, des restaurants végétariens s'ouvrent. Carlo Blanco y voit aussi une protestation affichée contre la multiplication des abattoirs gouvernementaux et musulmans. Selon un autre témoignage anonyme, en 2008 « devenir végétarien est très en vogue au Tibet. Heureusement, il y a deux très bons restaurants végétariens à Lhassa maintenant »[pertinence contestée].

#### Généralités
- Bernard Faure, Bouddhisme et violence, Paris, Éditions Le Cavalier Bleu, octobre 2008, 174 p. (ISBN 978-2-84670-229-4, OCLC 470689098)
- Bernard Faure, « Le bouddhisme, une religion tolérante ? », sur scienceshumaines.com, Sciences Humaines, juin-juillet-août 2003 (consulté le 15 avril 2020)
- (en) Stephen Jenkins, « On the Auspiciousness of Compassionate Violence », Journal of the International Association of Buddhist Studies, vol. 33, nos 1-2,‎ 2010, p. 299-331 (lire en ligne)
- (en) Michael K. Jerryson & Mark Juergensmeyer (en) (dir.), Buddhist warfare, Oxford, Oxford University Press, 2010, 257 p. (ISBN 978-0-19-539483-2, OCLC 317361820, lire en ligne)
- (en) John D'Arcy May, Transcendence and violence : the encounter of Buddhist, Christian and primal traditions, New York, Continuum, 2003, 225 p. (ISBN 978-0-8264-1513-4, OCLC 470635637, lire en ligne)
- (en) Fabio Rambelli et Eric Robert Reinders, Buddhism and iconoclasm in East Asia : a history, Londres, Bloomsbury Academic, 2012, 247 p. (ISBN 978-1-4411-4509-3, OCLC 858206793, lire en ligne)
- John S. Strong, « Aśoka's Wives and the Ambiguities of Buddhist Kingship », Cahiers d'Extrême-Asie, vol. 13, no 1,‎ 2002, p. 35-54 (DOI 10.3406/asie.2002.1176, lire en ligne)
- (en) Michael Zimmermann, Hui Ho Chiew & Philip Pierce (dir.), Buddhism and violence, Lumbini International Research Institute, 2006 (ISBN 978-99946-933-1-3, lire en ligne)
- (en) Vladimir Tikhonov (en) et Torkel Brekke (no), Buddhism and violence : militarism and Buddhism in modern Asia, New York, Routledge, coll. « Routledge studies in religion » (no 19), 2013, 264 p. (ISBN 978-0-415-53696-7, OCLC 829973846, lire en ligne)
- (en) Brian Daizen Victoria, « Violence-enabling Mechanisms in Buddhism », Journal of the Oxford Centre for Buddhist Studies, vol. 5,‎ novembre 2013, p. 170-211 (ISSN 2047-1076, lire en ligne, consulté le 12 décembre 2015)
- (en) Michael Jerryson, chap. 22 « Buddhism, War and Violence », dans The Oxford Handbook of Buddhist Ethics, New York, Oxford University Press, 2018 (ISBN 978-0-19-874614-0, lire en ligne)
- (en) Vuong Quan-Hoang, Ho Manh-Tung, Nguyen Hong-Kong T. et al., « On how religions could accidentally incite lies and violence: folktales as a cultural transmitter. », Palgrave Communications (en), vol. 6, no 82,‎ 2020 (DOI 10.1057/s41599-020-0442-3)

#### Theravāda
- Sarath Amunugama et Éric Meyer, « Remarques sur la violence dans l'idéologie bouddhique et la pratique sociale à Sri Lanka (Ceylan) », Études rurales, vol. 95, no 1,‎ 1984, p. 47-62 (lire en ligne, consulté le 10 décembre 2015)
- (en) Mahinda Deegalle, « Theravada Attitudes Towards violence », Journal of Buddhist Ethics, vol. 10,‎ 2003, p. 82-93 (ISSN 1076-9005, lire en ligne, consulté le 10 décembre 2015)
- (en) Mahinda Deegalle (en), Buddhism, conflict and violence in modern Sri Lanka, London, New York, Routledge, 2006, 277 p. (ISBN 978-0-415-35920-7, OCLC 470267687)
- (en) Michael K Jerryson, Buddhist fury : religion and violence in southern Thailand, Oxford, New York, Oxford University Press, 2011, 262 p. (ISBN 978-0-19-989743-8, OCLC 762969027)
- (en) Alan Klima, The funeral casino : meditation, massacre, and exchange with the dead in Thailand, Princeton, New-Jersey, Princeton University Press, 2002, 317 p. (ISBN 978-1-4008-1442-8, OCLC 52255380)
- (en) P. D. Premasiri, « The Place for a Righteous War in Buddhism », Journal of Buddhist Ethics, vol. 10,‎ 2003, p. 153-166 (ISSN 1076-9005, lire en ligne, consulté le 10 décembre 2015)

#### Mahayana
- (en) Lozang Jamspal (trad. du sanskrit par Paul G Hackett), The range of the Bodhisattva, a Maāyāna sūtra = (Ãrya-bodhisattva-gocara) : the teachings of the Nirgrantha Satyaka, New Yorg, American Institute of Buddhist Studies ; Chichester : John Wiley, 2010 (ISBN 978-1-935011-07-1, OCLC 760281273)
- Pierre Lavelle, « Bouddhisme et terrorisme dans le Japon ultranationaliste : La Conjuration du Sang », Mots. Les langages du politique, no 79,‎ novembre 2005, p. 61-71 (lire en ligne, consulté le 10 décembre 2015)
- Brian Victoria, Le Zen en guerre, 1868-1945, Paris, Seuil, 2001, 362 p. (ISBN 978-2-02-041258-2)
- (en) Michael Zimmermann, « A Mahayanist Criticism of Arthasastra, The Chapter on Royal Ethics in the Bodhisattva-gocaropaya-visaya-vikurvananirdesa-sutra », Annual Report of the International Research Institute for Advanced Buddhology at Soka University,‎ 2000, p. 177-211

- (en) Asanga Tilakaratne, « The Role of the Sangha in the Conflict in Sri Lanka », Journal of Buddhist Ethics, vol. 10,‎ 2003, p. 167-191 (ISSN 1076-9005, lire en ligne, consulté le 10 décembre 2015)
- Stephen Turnbull et Peter Dennis, Japanese Fortified Temples and Monasteries AD 710-1602, Osprey Publishing, 2005, 69 p. (ISBN 9781841768267)

#### Vajrayana
- Nicolas Sihlé, Rituels bouddhistes de pouvoir et de violence : La figure du tantriste tibétain, Turnhout, Bibliothèque de l’École des Hautes Études, Sciences Religieuses (BEHE 152), 2013, 405 p. (ISBN 978-2-503-54470-0, OCLC 779255198)
- Maxime Vivas, Dalaï-Lama : pas si zen, Paris, Editions Max Milo, août 2011, 160 p. (ISBN 978-2-315-00290-0)
- (en) Jacob Paul Dalton, The Taming of the Demons : Violence and Liberation in Tibetan Buddhism, New Haven, Yale University Press, 2011, 311 p. (ISBN 978-0-300-15392-7, OCLC 800801146, lire en ligne)
- Nicolas Sihlé et Fernand Meyer, Les tantristes tibétains (Ngakpa), religieux dans le monde, religieux du rituel terrible, Université de Paris-Nanterre, 2001, 683 p. (OCLC 493684848)
- Nicolas Sihlé, Rituels bouddhiques de pouvoir et de violence, Brepols, Turnhout, coll. « Bibliothèque de l'École des hautes études. Sciences religieuses », 2013, 405 p. (ISBN 978-2-503-54470-0, BNF 42687594)
- (en) Andrew Martin Fischer, « Close encounters of an inner-asian kind : tibetan-muslim coexistence and conflict in Tibet, past and present », Crisis States Programme Working papers series no.1, Crisis States Research Centre, no 68,‎ septembre 2005 (lire en ligne)
- (en) Jacob P. Dalton (en), The Taming of the Demons : Violence and Liberation in Tibetan Buddhism, New Haven, Yale University Press, 2011, 288 p. (ISBN 978-0-300-15395-8, OCLC 742517264, lire en ligne)
- Alice Travers et Federica Venturi, « Le bouddhisme comme fin et moyens de l’armée du Ganden Phodrang : une introduction aux relations des sphères bouddhique et militaire au Tibet (1642-1959). », Cahiers d'Extrême-Asie, vol. 27 — Le bouddhisme et l'armée au Tibet pendant la période du Ganden Phodrang (1642-1959) / Buddhism and the Millitary in Tibet during the Ganden Phodrang Period (1642-1959),‎ 2018, p. 1-11 (DOI 10.3406/asie.2018.1504, lire en ligne)
- (en) Kobayashi Ryōsuke, « Militarisation of Dargyé Monastery: Contested Borders on the Sino-Tibetan Frontier during the Early Twentieth Century », Cahiers d'Extrême-Asie, vol. 27,‎ 2018, p. 139-171 (DOI 10.3406/asie.2018.1510, lire en ligne)
- Jerry Bentley, Old World Encounters: Cross-Cultural Contacts and Exchanges in Pre-Modern Times, New York, Oxford University Press, 1993 (ISBN 9780195076400, lire en ligne )
- Marion Dapsance, Les dévots du bouddhisme, Paris, Max Milo, coll. « Essais et documents », 2016, 283 p. (ISBN 978-2-315-00715-8, BNF 45215731)
  - Compte rendu : Katrin Langewiesche (d), « Marion Dapsance, Les dévots du bouddhisme. Journal d’enquête », Archives de sciences sociales des religions, no 180,‎ octobre-décembre 2017 (DOI 10.4000/assr.33637, lire en ligne)
  - Compte rendu : Philippe Cornu, « Dapsance Marion, Les dévots du bouddhisme », Études mongoles et sibériennes, centrasiatiques et tibétaines, vol. 47,‎ 2016 (DOI 10.4000/emscat.2840, lire en ligne)
- Élodie Emery et Wandrille Lanos, Bouddhisme, la loi du silence, J.-C. Lattès, 2022, 216 p. (ISBN 9782709669740, EAN 9782709669948, BNF 47138241, présentation en ligne)
- [vidéo] « Bouddhisme, la loi du silence », Élodie Emery et Wandrille Lanos, 2021, 88 minutes.